# O Vingador (literatura pulp)
O Vingador (The Avenger no original) é personagem fictício criado por Paul Ernst (usando o pseudônimo Kenneth Robeson) para a revista pulp The Avenger da Street & Smith. O personagem estreou na história Justice Inc. publicada na primeira edição da revista The Avenger publicada em Setembro de 1939.

## Histórias em quadrinhos
Na década de 40, o herói foi publicado na revista em quadrinhos de outro herói da casa, O Sombra, em 1975, a DC Comics publicou uma série própria chamada de Justice Inc., roteirizada por Dennis O'Neil, ilustrada por Al McWilliams, arte-finalizada por Mike Royer, com capas de Jack Kirby e Joe Kubert. Na década de 1980, apareceu na edição 11 da série do Sombra publicada pela mesma editora.
Em 2009, a DC licenciou o personagem novamente para o evento The First Wave, faziam parte desse universo: Doc Savage, Batman, Canário Negro, Falcões Negros, The Spirit, Rima, entre outros.
Em 2014, a editora Dynamite Entertainment anunciou que o herói apareceria ao lado de O Sombra e Doc Savage em Justice Inc., uma minissérie em seis edições roteirizada por Michael Uslan e ilustrada por Giovanni Timpano.

## Rádio
Em 1941, teve um programa de rádio com 26 episódios escritos por Walter B. Gibson (criador do Sombra).

## No Brasil
A Editora Abril publicou Justice Inc. em 1990 com o título Justiça Ltda.